# Station de recherche atmosphérique de Mace Head
La station de recherche atmosphérique de Mace Head est située sur la côte ouest de l'Irlande à Carna, dans le comté de Galway. C'est l'une des stations météorologiques de détection des aérosols de mercure les plus anciennes au monde. Elle est éloignée des villes voisines afin de garantir qu'aucun polluant n'interfère avec les enregistrements ce qui permet l'étude de l'atmosphère de l'hémisphère nord et de l'Europe.
Mace Head effectue des recherches et surveille le climat ainsi que la composition atmosphérique, en se concentrant sur les interactions aérosols-nuages. La station a le double statut d'être une station de surveillance de l'atmosphère globale (GMO) de l'Organisation météorologique mondiale (OMM) et un supersite du Programme européen de surveillance et d'évaluation (EMEP).
Le financement provient du ministère britannique de la sécurité énergétique et du Net Zero et de NASA. Le site est exploité à la fois par l'École de physique de l'Université nationale d'Irlande à Galway et par le Centre d'études sur le climat et la pollution atmosphérique de l'Institut Ryan de l'Université.

## Histoire
Mace Head est un site de mesures d'aérosols depuis 1958. Les recherches et les opérations comme site international ont commencé entre 1978 et 1983 à Adrigole, dans le comté de Cork. Les opérations ont été officiellement transférées sur le site de Mace Head en 1987. C'est à partir de 1987 que les mesures du chloroforme, du méthane et du trichlorotrifluoroéthane ont commencé. En 1995 celles du monoxyde de carbone et de l'hydrogène ont suivi. 
En octobre 1994, le réseau AGAGE (Advanced Global Atmospheric Gases Experiment) a installé son premier spectromètre de masse à chromatographie en phase gazeuse automatisé. Il a été remplacé plus tard par un Agilent 5973 MS en 1998, et en décembre 2004, il a été retiré alors que le système de chromatographie en phase gazeuse-spectrométrie de masse Medusa (Medusa-GCMS) a été installé.

## Emplacement
La station de recherche atmosphérique de Mace Head est située à Carna, dans le comté de Galway, sur la côte ouest de l'Irlande. Cette station de l'hémisphère nord est exposée directement à l'océan Atlantique de du sud au nord-ouest et environ 60 % de l'air mesuré par le site arrive par ce secteur propre. Les précipitations annuelles sont de 1 200 mm, la température moyenne de 10 °C. Des tourbières et des zones humides entourent la station, et son emplacement est à environ 90 m du rivage.
Pour réduire les polluants interférant avec les mesures prises sur le site, Mace Head est situé à environ à 88 km l'ouest de la ville de Galway. Les principales routes de navigation de l’Atlantique sont à plus de plus de 150 km de distance et les couloirs aériens transatlantiques sont à plus de 80 km, assurant des lectures plus propres.
L'emplacement de Mace Head en fait un site approprié pour mesurer les gaz biogéniques marins, la production et la chimie des aérosols et le transport à longue distance de la pollution atmosphérique. Il est également adapté à l'étude météorologique des conditions de l'hémisphère nord ainsi que celles européennes lors des vents d'est. .
Le site dispose de nombreuses installations permettant d'enregistrer et d'analyser les données. Ces installations se composent d'une tour d'instruments météorologiques de 10 m de hauteur, d'un autre de 23 m et de 4 laboratoires.

## Mission et thèmes de recherche
La station Mace Head a de nombreux objectifs tels que la surveillance du changement climatique, la composition atmosphérique, les interactions aérosols-nuages, la qualité de l'air, les échanges atmosphère-océan et les interactions climat-écosystème,.